# 巴鲁瓦地区布里永
巴鲁瓦地区布里永（法語：Brillon-en-Barrois，法語發音：[bʁijɔ̃ ɑ̃ baʁwa]），或音译作布里永昂巴鲁瓦，是法国默兹省的一个市镇，位于该省西南部，属于巴勒迪克区。

## 地理
巴鲁瓦地区布里永（48°42'41"N, 5°5'41"E）面积11.35 平方千米，位于法国大東部大區默兹省，该省份为法国西北部内陆省份，北与比利时接壤，西接马恩省和阿登省，南至上马恩省和孚日省，东临默尔特-摩泽尔省。
与巴鲁瓦地区布里永接壤的市镇（或旧市镇、城区）包括：索河畔巴赞库尔、巴鲁瓦地区孔布勒、艾龙维尔、蒙普洛讷、索德吕、索河畔特雷蒙、索河畔维尔。

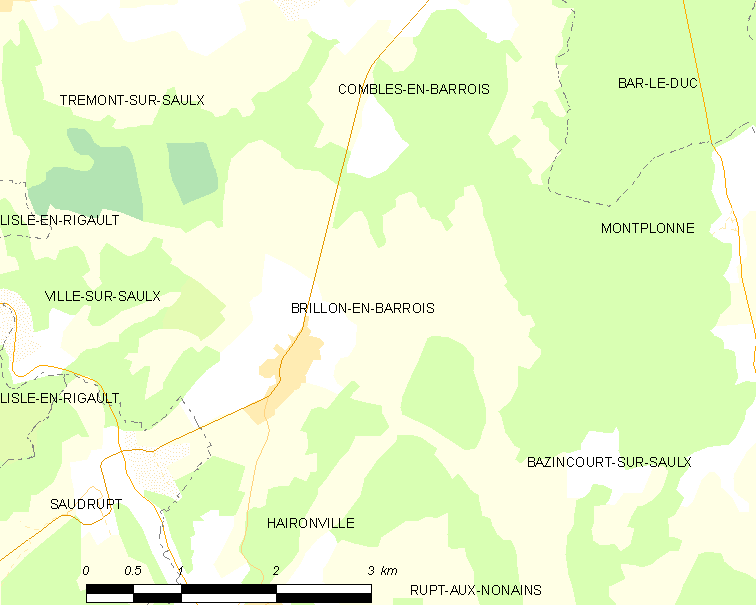
巴鲁瓦地区布里永的OSM定位图

巴鲁瓦地区布里永的时区为UTC+01:00、UTC+02:00（夏令时）。

## 行政
巴鲁瓦地区布里永的邮政编码为55000，INSEE市镇编码为55079。

## 政治
巴鲁瓦地区布里永所属的省级选区为昂塞维尔县。

## 人口

1962-2008年间巴鲁瓦地区布里永人口变化图示

巴鲁瓦地区布里永于2022年1月1日时的人口数量为713人。